# Hylopezus fulviventris
A Hylopezus fulviventris a madarak osztályának verébalakúak (Passeriformes) rendjébe és a hangyászpittafélék (Grallariidae) családjába családjába tartozó  faj.

## Rendszerezése
A fajt Philip Lutley Sclater angol ügyvéd és zoológus írta le 1858-ban.

## Alfajai
- Hylopezus fulviventris caquetae Chapman, 1923
- Hylopezus fulviventris fulviventris (P. L. Sclater, 1858)[2]

## Előfordulása
Dél-Amerika északnyugati részén, Kolumbia, Ecuador és Peru területen honos. Természetes élőhelyei a szubtrópusi és trópusi síkvidéki esőerdők és mocsári erdők, valamint másodlagos erdők. Állandó nem vonuló faj.

## Megjelenése
Testhossza 14 centiméter.

## Természetvédelmi helyzete
Az elterjedési területe nagyon nagy, egyedszáma pedig stabil. A Természetvédelmi Világszövetség Vörös listáján nem fenyegetett fajként szerepel.